# Сухопутні війська Чехії
Чеські сухопутні війська (чеськ. Pozemní síly) — це сухопутні військові сили Чеської Республіки, що складаються з різних типів озброєнь і видів, доповнених повітряними силами та силами спеціальних операцій; складають ядро Збройних сил Чехії. Командування розташоване в місті Оломоуць.
До складу мирного часу входять дві механізовані бригади (4-та і 7-ма), десантний полк та спеціалізовані полки артилерії, тилового забезпечення, інженерних військ, РХБЗ, розвідки та РЕБ тощо. Механізовані бригади оснащені бойовими машинами різних типів для забезпечення ведення різних бойових дій.

## Завдання
Чеські сухопутні війська є найбільшою та визначальною частиною армії Чеської Республіки. У координації з іншими службами вони організовуються для захисту національної території. Під час кризової ситуації та у випадку бойових дій вони утворюють ядро оперативної оперативної групи об'єднаних сил союзників і згодом їх доповнюють мобілізовані підрозділи. Сухопутні війська також призначені для виконання зобов'язань відповідно до Статті 5 Північноатлантичного договору та завдань від імені органів державного управління.

## Структура
Командування (чеськ. Velitelství pozemních sil) розташоване в Оломоуці. Прага була місцем дислокації командування сухопутних військ з липня 2013 р. по червень 2020 р.
Командна структура ієрархічна, з поділом на бригади і полки. Основні підрозділи мають розмір батальйону. Повітряно-десантний полк має унікальну структуру, що складається з кількох рот командос та центрів підтримки.
Сухопутні війська Чехії складаються як з регулярних (штатних), так і з Активного резерву (кадру) підрозділів. Взводи, роти та спеціалізовані частини активного резерву приєднуються до відповідних регулярних частин. Крім того, існує 14 крайових штабів територіального командування, і в кожному з них є піхотна рота активного резерву.
Трансформація 43-го повітряно-десантного батальйону чисельністю 600 осіб у 43-й повітряно-десантний полк із понад 1200 солдатами, запланована на жовтень 2020 року, базується на декларації Саміту в Уельсі 2014 року щодо реорганізації Сил реагування НАТО та Об'єднаних оперативно-тактичних сил НАТО надвисокого рівня готовності (англ. Very High Readiness Joint Task Force, VJTF).

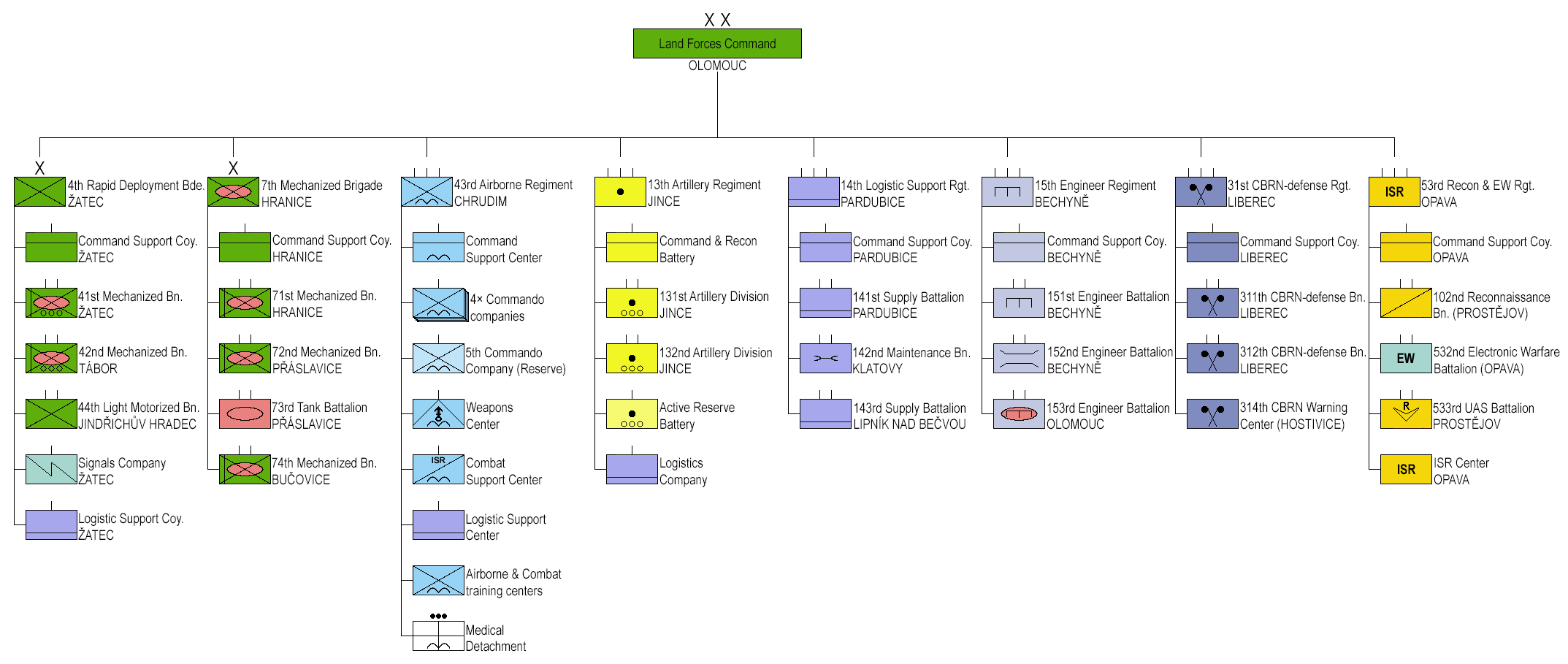
Структура сухопутних військ Чехії 2023

### Сили бойового забезпечення
- 13-й артилерійський полк, Їнце[9]:
  - 131-й артилерійський дивізіон (152mm SpGH DANA)
  - 132-й артилерійський дивізіон (152-мм SpGH DANA)
  - батарея активного резерву (152 мм SpGH DANA)
  - батарея контрбатарейної боротьби (ARTHUR Artillery Tracking Radar, Sněžka)
  - рота забезпечення
- 15-й інженерний полк, Бехинє[10]:
  - 151-й саперний батальйон
  - 152-й саперний батальйон
  - 153-й інженерний батальйон, Оломоуць
- 31-й полк радіологічного, хімічного та біологічного захисту, Ліберець
  - 311-й батальйон радіологічного, хімічного та біологічного захисту
  - 312-й батальйон радіологічного, хімічного та біологічного захисту
  - 314-й центр РХБ розвідки, Гостивиці
- 53-й полк розвідки і РЕБ, Опава[11]:
  - 102-й розвідувальний батальйон, Простейов
  - 532-й батальйон радіоелектронної боротьби
  - 533-й батальйон безпілотних авіаційних систем, Простейов
  - центр розвідки
- 14-й полк матеріально-технічного забезпечення, Пардубиці[12]:
  - 141-й батальйон постачання
  - 142-й ремонтний батальйон, Клатови
  - 143-й батальйон постачання, Липник над Бечвоу

Агентство матеріально-технічного забезпечення чеського Міноборони розгортає батальйон підтримки (HNS) у Раковнику з жовтня 2018 року. Як повідомляють ЗМІ, батальйон HNS входить не до складу Сухопутних військ, а безпосередньо до Агентства матеріально-технічного забезпечення.